# Арсланов, Марат Мирзаевич
Марат Мирзаевич Арсланов (род. 7 февраля 1944) — российский учёный, доктор физико-математических наук, профессор, действительный член Академии наук Республики Татарстан, заведующий кафедрой алгебры и математической логики Казанского (Приволжского) федерального университета, заведующий отделом алгебры НИИММ КГУ.

## Биография
Окончил механико-математический факультет Казанского университета (1966).
В 1971 году защитил кандидатскую диссертацию, а в 1988 году — докторскую.
Основатель и руководитель научной школы по математической логике, получившей международное признание. Им получены крупные результаты в теории вычислимости, в частности, в исследовании алгебраической структуры упорядочения степеней неразрешимости и в разработке иерархической структуры вычислимых функций. Широкое распространение получили разработанные им критерии полных в соответствующем уровне арифметической иерархии классов арифметических множеств, известные в литературе как критерии полноты Арсланова.

## Семья
Сын Марата Мирзаевича, Арсланов Камиль Маратович — заведующий кафедрой гражданского права юридического факультета Казанского (Приволжского) федерального университета.

## Монографии
- Рекурсивно-перечислимые множества и степени неразрешимости (1986)
- Локальная теория степеней неразрешимости (1987)
- Иерархия Ершова (2007)

## Почётные звания
- Действительный член Академии Наук Республики Татарстан
- Заслуженный работник высшей школы Российской Федерации
- Заслуженный деятель науки Республики Татарстан
- Заслуженный профессор Казанского университета

## Должности
- Заведующий кафедрой алгебры и математической логики Казанского государственного университета
- Заведующий отделом алгебры Научно-исследовательского института математики и механики Казанского государственного университета
- Председатель диссертационного совета Д 212.081.24 по защитам докторских и кандидатских диссертаций
- Член Международной ассоциации символической логики с 1985
- Член Европейского комитета ASL, с 1994 по 1999
- Член совместного AMS/ASL комитета по переводам с русского и других восточно-европейских языков, с 1995 по 2003
- Член редколлегии журнала Mathematical Logic Quarterly c 1993
- Член редколлегии журнала Journal of Universal Computer Science c 1994
- Действительный член Академии Наук Республики Татарстан с 2016
- Член редколлегии журнала Lobachevskii Journal of Mathematics с 1998
- Член редколлегии журнала Ученые записки Казанского университета. Серия физико-математических наук с 2004
- Член редколлегии журнала Asia-European Journal of Mathematics с 2007
- Член редколлегии журнала Известия ВУЗов. Математика с 2008

## Ученики
Под его руководством подготовлено семь кандидатов и шесть докторов наук (в скобках указаны даты защиты кандидатской и докторской диссертаций).
- Дёгтев, Александр Николаевич (1973, 1983), д.ф.-м.н., профессор, заведующий кафедрой алгебры и математической логики Тюменского государственного университета (1974—2007), ум. в 2013 году
- Селиванов, Виктор Львович (01.03.1979, 1989), д.ф.-м.н., заведующий кафедрой информатики и дискретной математики Новосибирского педагогического университета (1991-н.в.)
- Соловьёв, Валерий Дмитриевич (07.02.1980), д.ф.-м.н., профессор, математик и лингвист, чемпион России по игре Го (1987), президент Российской Федерации Го (1994—1997)
- Бухараев Наиль Раисович (22.12.1983), к.ф.-м.н., доцент
- Ишмухаметов, Шамиль Талгатович (04.12.1986, 19.06.2003), д.ф.-м.н., профессор, заведующий кафедрой теоретической информатики и компьютерной безопасности Ульяновского государственного университета (2001—2006)
- Кузьмина Тамара Михайловна (05.09.1988), к.ф.-м.н.
- Липачева Екатерина Владимировна (13.05.1997), к.ф.-м.н.
- Калимуллин, Искандер Шагитович (21.06.2001, 08.09.2009), д.ф.-м.н., профессор, федеральный профессор, профессор РАН
- Фролов Андрей Николаевич (22.11.2005, 06.06.2014), д.ф.-м.н., доцент
- Батыршин Ильнур Ильдарович (12.03.2009), к.ф.-м.н.
- Ямалеев Марс Мансурович (08.09.2009), к.ф.-м.н.
- Зубков Максим Витальевич (08.09.2009), к.ф.-м.н.
- Корнеева Наталья Николаевна (28.03.2012), к.ф.-м.н.